# Diadeemtapuittiran
De diadeemtapuittiran (Silvicultrix diadema; synoniem: Ochthoeca diadema) is een zangvogel uit de familie Tyrannidae (tirannen).

## Verspreiding en leefgebied
Deze soort komt voor van Colombia tot Peru en telt vijf ondersoorten:
- S. d. jesupi: Sierra Nevada de Santa Marta (Colombia).
- S. d. rubellula: Serranía del Perijá (grens Colombia en Venezuela).
- S. d. tovarensis: noordelijk Venezuela.
- S. d. diadema: oostelijk Colombia en westelijk Venezuela.
- S. d. gratiosa: westelijk Colombia, oostelijk Ecuador en noordelijk Peru.

## Status
De grootte van de populatie is niet gekwantificeerd maar de soort wordt omschreven als vrij algemeen. Op de Rode lijst van de IUCN heeft deze soort de status niet bedreigd.